# ボイス坂
『ボイス坂』（ボイスざか）は、高遠るいによる日本の漫画並びにライトノベルシリーズ。漫画としては集英社の隔月刊漫画雑誌『スーパーダッシュ&ゴー!』（SD&GO!）に2012年8月号から連載された。連載当初からメディアミックス化も予告され、その2か月後には著者自ら挿絵と本文を執筆したライトノベル第1巻が出版されて「ひとりメディアミックス」と話題になった。2018年4月と5月には、完全版となる単行本『はぐれアイドル地獄変外伝V ボイス坂』が刊行された。全2巻であり、2巻とも同作者の漫画『はぐれアイドル地獄変』とコラボレーションした漫画を収録している。
漫画を本編とする作品だが、単行本の刊行とそれに伴う評価はライトノベルが先行したため、本項の記載も主に後者に依る。

## 概要
アイドル化する声優の姿に承認欲求や自己実現願望を刺激された勝気な少女が、自分も彼らと同じ場所に立ちたいと声優を志す物語である。しかしながら彼女には才能も積み重ねた下地も無く、挫折と苦悩を味わってしまう。ライトノベル第1巻では最終的に奇抜な展開を経てサクセスストーリーとして結ぶものの、主人公がささやかな成功に気を良くして大望を抱く様や、現実に打ちひしがれていく際の心理描写が生々しく、彼女と同様の夢を抱く読者の心さえも折るかのようだと評される。ライトノベルのあとがきなどによれば、これは著者自身の実体験に基づくという。作品の表題は、主人公の歩む声優への道が平坦ではなく坂を登るかのようであることを意味する。単行本の帯書きは漫画単行本第1巻を緒方恵美、ライトノベル第1巻を高河ゆんが担当した。

## あらすじ
※以下はライトノベル第1巻におけるあらすじ。
「聖ヒネモス女学院」に籍を置く藤林沙絵は、良くも悪くも目立つところの無い平凡な女子高生だった。あるとき席替えで隣になった地味な少女・由利千歌子と趣味が合ったことから、沙絵の日常は変わり始める。彼女らは、テレビアニメや声優を「見て・語る」のが大好きなオタクだったのだ。やがて互いの家を訪問し合うほど千歌子と親しくなった沙絵は、アニメのコスプレ衣装を着て歌い踊る姿を彼女に動画撮影してもらい、それを動画共有サイトに公開するという新しい趣味に目覚めた。見知らぬ者たちからの少なからぬ賞賛は、彼女を夢中にさせた。より多くの注目を集めようとアニメヒロインの名台詞を採り入れた動画に送られた「声優でも通用するのでは」という一言に心を強く惹かれた沙絵は、これまで憧れの対象でしかなかったメディアの“あちら側”、即ち声優になろうと決意する。大学進学を強く勧める母を「一年間」との期限付きで丸め込み、実は“隠れオタク”だった担任・小長井の説得にも成功した沙絵は、千歌子と共に訪れたアイドル声優ユニット「COSMIQUE（コズミーク）」コンサートの会場で日本武道館を埋め尽くす一万人の熱狂的な視線を、自分もいずれ浴びたいと望むのだった。
無事に「マルチメディア・エンタテインメント・カレッジ」声優科へ進学した沙絵には、プロ声優による指導と学校の後援によって、輝かしい未来が待っているはずだった。レッスン初日に集まった同期の面々にも、沙絵を越える逸材は居ないように思えた。しかし、天賦の才もろくな経験も無い彼女に、現実は甘くなかった。基礎から遅々として進まないカリキュラム、講師や同期生へ募る不満、「田舎の中学生」に見えた蜂屋出雲らの成功をよそに望む結果を出せない沙絵は、秋になる頃とうとう学校へ行かず引きこもり生活を始めていた。コンビニアルバイトで生計を立てながら下宿周辺のごく狭い生活圏の希薄な人間関係の中で孤立感を深めていた沙絵は、大家である気難しげな老婆からの思わぬクリスマスプレゼントを得て救われる。あくる新年、声優科への復学を考えていた沙絵は、長らく連絡を絶っていた千歌子から「同窓会」の誘いを受ける。久しぶりに逢った千歌子は、以前のポッチャリ体型から見違えるような変身を遂げていた。親友の容姿も変わるほど時が過ぎても自分だけが停滞したままの現実を改めて思い知った沙絵は、声優を夢見ていた頃の自分から雑踏の中で痛烈な罵声を浴びせられた。
「明日から本気を出す」過去の自分にそう宣言した沙絵は、しかし方策を考えあぐねて眺め始めたネットのニュースサイトで、「第二回 声優超新星（ボイス・スーパーノヴァ）オーディション開催」の記事を見つける。大手プロダクションによる、かつて「COSMIQUE」メンバーを生み出した企画が再び催され、合格すれば事務所の練習生としてデビューを前提とした無料レッスンを受けられるこの募集に、沙絵は全てを賭けることにした。己の中身の無さに悩みつつも全力の想いを記入した書類で一次審査を通過、二次審査会場へ向かう途中で百地狸子の駆る熊に撥ねられるアクシデントに見舞われながらも同じ受験者である彼女と会場入りを果たした沙絵は、緊張感漂う控え室で、驚くほどの細身を持つ楯岡未知と出会う。彼女は沙絵にこのプロダクションの若社長・中務周馬について語り、周囲の動揺を誘った。そうして審査の順番を迎えた沙絵だが、緊張のあまり大きなしくじりを犯してしまう。全ての終わりを悟った彼女は、一年前の自分に涙ながらに詫び、審査員に全てを告白すると、子どもの頃から大好きだった曲を歌い、その場を去った。
2週間後、夢は破れても実家に帰る決心もつかず引きこもり生活を続けていた沙絵のもとに、かの若社長・中務から電話が入る。重要なことを2度繰り返すのは嫌いだと言う彼は沙絵に合格を2度告げ、事務所への出頭を命じた。こうして意外な形で声優候補となった沙絵と、熊使いの狸子、細身女の未知という全くの演技素人3人は、可能な限り最短期間でのメジャーデビューを目指すことになったのだった。

## 登場人物
※以下はライトノベル第1巻に基づく記載である。
藤林沙絵（ふじばやし さえ）
物語の開始時は私立「聖ヒネモス女学院」に通う高校生、卒業後は専門学校「マルチメディア・エンタテインメント・カレッジ」（MEC）声優科の研修生、終盤では声優プロダクション「グランドクロス」預かりの練習生。グランドクロス所属時点で19歳。千歌子の勧めでツーサイドアップにまとめたアッシュブラウンの髪が特徴で、“そう悪くはない”容貌を持つ少女。頑固で毒舌、繊細だが自尊心も強い不器用な性格。元々は視聴したアニメ番組や好きな声優について同好の士と語り合うのを好むごく普通のアニメ・声優オタクだったが、動画共有サイト上で公開した動画に付されたコメントに触発され声優を志望する。才能や経験も、芝居に対する愛着や情熱も無いまま安易な成功を夢想し、思うようにならない原因を周囲に責任転嫁していたが、終盤には己の未熟さを自認するまでに成長、それを承知でデビューさせようと言う中務の冒険的企てに敢えて乗る覚悟を決めた。高校卒業後間もなく母親と進路について再び衝突、以降は西新宿に借りた下宿で一人暮らしをする。
由利千歌子（ゆり ちかこ）
沙絵の高校時代からの親友。おかっぱ頭に眼鏡をかけた内気で地味な少女。コスプレを長年愛好する姉が居る。沙絵と同じくアニメ・声優オタクで、沙絵が声優を志す遠因をつくった。高校卒業後は分子生物学の研究者を志して東都大学へ進学、神奈川県藤沢市の実家を出て都内で一人暮らしを始めた。高校時代は小太りだったが、しばらく連絡を絶った沙絵とオタク仲間の「同窓会」で再会した際には、自らその幹事をするほど積極的になり、スタイル良く痩せた姿で彼女を驚かせた。
百地狸子（ももち まみこ）
終盤において沙絵と同じく「グランドクロス」練習生となった15歳の少女。初対面の沙絵が小学生と見間違えたほど小柄で幼い印象を持つ。沙絵からは名前の字をもじって「たぬ子」と呼ばれる。秋田県のとある限界集落出身。マタギだった父を亡くして天涯孤独となり、熊追いで鍛えた声を活かせる仕事を志して上京した。父と相打ちで果てたツキノワグマの仔である「熊若（くまわか）」と行動を共にする、天真爛漫な野生児。
楯岡未知（たておか みしる）
終盤において沙絵と同じく「グランドクロス」練習生となった16歳の少女。長身かつ痩身なため、沙絵からは「細長女」と呼ばれる。中学時代からファッション誌モデルの経験を持つが、幼い頃からの夢を実現すべく演技未経験ながら敢えて声優転向を志願した。容貌と同様に年齢不相応な大人びた計算高さを持ち、能力の低い者をあからさまに馬鹿にしたり、相手によってまるで違う態度を取り、沙絵に反発される。
中務周馬（なかつかさ しゅうま）
声優プロダクション「グランドクロス」の若き社長。20代にして大手芸能プロダクション「プラネットマン」社内に声優マネジメント部門を独立させ、業界未経験にもかかわらず新人声優3名をわずか5年でトップアイドル「COSMIQUE」として育て上げた切れ者。冷徹な性格で、同じ内容を二度繰り返すことを嫌う。
蜂屋出雲（はちや いずも）
MECにおける沙絵の同期生の一人。黒髪を三つ編みにし、頬にそばかすのある小柄な少女。臆病な自分と違う、様々な役柄を演じてみたいと望む純朴な性格。沙絵に内心「田舎の中学生」と評された外見とは裏腹に、沙絵も天才と認めざるを得ない実力と十分な経験を持っていた。研修1年目にしてデビューを果たし、沙絵から一方的にライバル視される。
藤林浅葱（ふじばやし あさぎ）
沙絵の母親であるサイコホラー作家。事情は明らかでないが沙絵の物心つく頃から母子家庭で、女手一つで彼女を育ててきた。沙絵の大学進学を望み、彼女の声優志望には断乎反対の立場だが、表向きは喧嘩しながらも仕送りを送るなど、絆を持つ親娘である。
おばあちゃん
氏名不詳。母親と衝突して家を出た沙絵の下宿先の大家。西新宿の古い木造文化住宅に住み、2階部分をこれまでも学生らに安く貸していた。クリスマスに独り絶望しかけた沙絵にタンドリーチキンを振る舞って気力を取り戻させた。沙絵以前に下宿していた外国人留学生カリームは実直な青年だったが爆弾テロリストで、彼の遺した爆弾で物語終盤に家屋を半壊させられる。

### 世界観・用語
私立聖ヒネモス女学院
沙絵や千歌子の母校。東京都渋谷区広尾に位置する中高一貫の名門女子校で、卒業生の大半は大学へ進む進学校。高校3年の沙絵たちを担任した小長井要（こながい かなめ）は日本史教諭で普段はぶっきらぼうな先生だが、沙絵と同じく声優を志した過去があり、彼女に声優に関する書物を与えた。
マルチメディア・エンタテインメント・カレッジ
高校を卒業した沙絵が入学した、創立20年の専門学校。通称を「MEC（メック）」といい、彼女が在籍したのは方南通り沿いの「新東京校」だった。声優・ナレーション科をはじめ各種サブカルチャーに関する学科を擁し、著名声優を講師に据えて在学中のデビューや事務所からのスカウトの機会もあるが、研修生全員がプロになれる保証は無い。
株式会社グランドクロス
神楽坂に建つ大手芸能プロダクション「プラネットマン」本社ビル6階の一角に事務所を構える声優マネジメント会社。代表取締役社長・中務周馬以下少数の社員で構成され、COSMIQUEの声優3人が所属する。「第二回オーディション」では1万人もの応募者の中から沙絵ら3人を新たな所属声優候補として選抜、素人同然の彼女たちを最短期間でデビューさせる冒険的な試みを始めた。
COSMIQUE（コズミーク）
「グランドクロス」に属する荘内羽鳥（しょうない はとり）、南山高嶺（みなみやま たかね）、柏木伴（かしわぎ とも）の3名から成る女性アイドル声優ユニット。各々主演経験やヒット曲を持つ人気声優で、ユニットとしては物語の2年前に結成され、物語冒頭では全国ツアーの締めくくりとして日本武道館でコンサートを開催した。物語終盤、中務は沙絵たちに彼女らのバーターとして出演オーディションを受け、最短デビューを果たすことを求めた。
『コスモス魔法骨董街』（こすもすまほうこっとうがい）
この作品に多数描かれる作中作の一つ。沙絵が幼稚園、彼女の高校の担任・小長井が大学生の頃に放送されていた人気テレビアニメで、『コス魔』と略される。当時の人気声優亞櫻櫻（あさくら さくら）扮する小学4年生の主人公・秋乃桜子（あきの さくらこ）が、異次元から世界史に紛れ込んだオーパーツ「魔法骨董」を回収しそれらによって巻き起こされるトラブルを解決する物語。著者によれば『カードキャプターさくら』と『轟轟戦隊ボウケンジャー』を組み合わせた設定に『アベノ橋魔法☆商店街』を参考に名づけたもの。主演の亞櫻が歌う主題歌『クマノミ』の歌真似は沙絵の十八番で、彼女が「ねこねこ動画」に投稿したこの曲に対するコメントが彼女に声優を志望させ、グランドクロスにおけるオーディションで彼女が歌ったのもこの曲だった。

## 書誌情報

### 漫画単行本
- 高遠るい 『ボイス坂』集英社<愛蔵版コミックス>、1巻
  1. 2013年3月31日 第1刷発行（2013年3月26日発売[7]）、ISBN 978-4-08-782487-2
- 高遠るい 『はぐれアイドル地獄変外伝V ボイス坂』日本文芸社<ニチブンコミックス>、全2巻
  1. （2018年4月9日発売[8]）、ISBN 9784537137279
  2. （2018年5月9日発売[9]）、ISBN 9784537137408

### ライトノベル
- 高遠るい（著・絵） ボイス坂シリーズ 集英社<スーパーダッシュ文庫>、既刊2巻
  1. 『ボイス坂 〜あたし、たぶん声優向いてない〜』 2012年8月29日 第1刷発行（2012年8月24日発売[10]） ISBN 978-4-08-630695-9
  2. 『ボイス坂2 〜あたしもそろそろ誉められたい〜』 2013年3月27日 第1刷発行（2013年3月22日発売[11]） ISBN 978-4-08-630731-4

## 関連作品
- 丹下桜 - この作品との直接の関係は明らかでないが、ライトノベル第1巻の各「話」（章）の副題として以下のとおり彼女の楽曲の表題が使われ、それぞれ歌詞の一節が引用される。
  - 第1話「CATCH UP DREAM」[12]
  - 第2話「Stand by Me」[13]
  - 第3話「Be Myself」[14]
  - 第4話「Brand-new everyday」[15]
- 椎名へきる - 上述の丹下桜と同様、ライトノベル第2巻の各副題として楽曲名と歌詞の一節が用いられた。
  - 第1話「Graduater」[16]
  - 第2話「空想メトロ」[17]
  - 第3話「風が吹く丘」[18]
  - 第4話「PROUD OF YOU」[19]
- CYNTHIA THE MISSION - 世界観が一部共通している。